# Leptorhaphis epidermidis
Leptorhaphis epidermidis är en lavart som först beskrevs av Erik Acharius, och fick sitt nu gällande namn av Theodor 'Thore' Magnus Fries. Leptorhaphis epidermidis ingår i släktet Leptorhaphis och familjen Naetrocymbaceae.  Arten är reproducerande i Sverige. Inga underarter finns listade i Catalogue of Life.